# Кипелово (авиабаза)
Кипелово (гарнизон Морской авиации Северного флота Федотово, ранее Вологда-18) — авиабаза Морской авиации Северного флота Военно-Морского флота РФ, расположена южнее железнодорожной станции Кипелово в Вологодской области, в 50 км от Вологды. Основана в 1963 году как «АС Кипелово», близлежащий 1966 году гарнизон Федотово (позднее — посёлок Федотово), названный после гибели в авиакатастрофе первого командира 392 ОДРАП подполковника А. С. Федотова. В настоящее время[когда?] на авиабазе базируется противолодочная эскадрилья от в/ч 06797 на Ту-142МК и самолётах-ретрансляторах Ту-142МР.
Позывной аэродрома — «Дремучий».

## История
В различное время на АС Кипелово базировались:
- 392-й отдельный дальне-разведывательный авиационный полк (392 ОДРАП). Полк создан 1 сентября 1963 года в Североморске, в 1965 году перелетел в Кипелово. В 1989 году передислоцирован на АС Остров, расформирован в 1993 году. Полк был вооружён самолётами дальней разведки и целеуказания Ту-95РЦ;
- 24-й отдельный противолодочный авиационный полк дальнего действия в/ч 53126 (24 ОПЛАП ДД). Полк создан в декабре 1967 года. В 1971 передислоцирован в Североморск-1. Переформирован в 1993 году, в составе эскадрильи включён в 403 ОПЛАП. Полк был вооружён самолётами Ил-38;
- 76-й отдельный противолодочный авиационный полк дальнего действия (в/ч 39163). Полк создан 25 августа 1969 года. С 1983 по 1997 год полк в составе 35-й противолодочной дивизии. В 2001 году реорганизован в 73-ю отдельную противолодочную авиационную эскадрилью (73 ОПЛАЭ, со знаменем 95 иап от 574 мрап 5 мрад ВВС СФ АС Лахта (г-н Катунино);
- 135-й противолодочный авиаполк дальнего действия (в/ч 45728). Сформирован в 1969 году, в составе 35-й противолодочной дивизии с 1983 по 1994 год. Расформирован вместе с управлением дивизии.
- 35-я противолодочная авиационная дивизия дальнего действия (35 ПЛАД) в составе 135-го ПЛАП и 76-го ПЛАП, транспортный отряд обеспечения (Ан-26). Дивизия создана в 1983 году, расформирована в 1994 году. 35-я ПЛАД была единственной противолодочной дивизией в составе авиации ВМФ СССР и России.

Части обеспечения гарнизона (бывшие):
- в/ч 53043 (авиационно-техническая база)
- в/ч 56192 (батальон связи)
- в/ч 53013 (ОТЭЧ)
- в/ч 31118 (база противолодочного вооружения)
- в/ч 20218 (РТБ)
- 1975 ОМИС
- 264 ВМЛ (военно-морской лазарет).

Двое командиров полков, базировавшихся на АС Кипелово, становились командующими Авиацией ВМФ: командир 24 ОПЛАП — Потапов В. П. — командующий Морской авиацией ВМФ СССР с 1988 по 1994 год, командир 76 ОПЛАП — Дейнека В. Г. — командующий Морской авиацией ВМФ России с 1994 по 2000 год;
В 1987—1988 годах специалисты 35 ПЛАД принимали участие в обучении экипажей Ту-142М авиации ВМФ Индии.
Запасным аэродромом был Талый Ручей (Мурманская область).

## Авиационные происшествия
- 15 января 1971 года. Ту-95РЦ, командир корабля подполковник Растяпин, 392-й ОДРАП. Тренировочный полёт ночью над акваторией Баренцева моря. Через семь минут после доклада о ликвидации пожара в двигателе самолёт потерял управление и упал в районе острова Медвежий.

- 3 сентября 1971 года. Самолёт командира 392-го ОДРАП полковника Гладкова разбился при заходе на посадку приблизительно в километре западнее северного торца ВПП в условиях плохой видимости. Выполнялось задание по сеансу связи с АПЛ Северного флота в районе Северного полюса в боевом порядке пары. По возвращении на базовый аэродром пара встала в круг с целью выработки лишнего топлива, в это время погода стала резко портиться. РП дал команду экипажам об уходе на запасной аэродром. В то же время полковник Гладков, находясь в районе третьего разворота, запросил разрешение сделать ещё один проход над аэродромом с целью разведки погоды и получил разрешение, после чего через некоторое время связь была потеряна. В 4:40 с ДПРМ позвонил дежурный и доложил РП о наблюдаемом им пожаре. В результате катастрофы погибло 11 человек.

- 4 августа 1976 года. Ту-95РЦ б/н 17, майор Красносельских А. И. 392-й ОДРАП. Пара самолётов выполняла перелёт днём в ПМУ по маршруту Гавана — Оленья. Самолёт майора Аркадия Красносельских упал в 20:15 (время — гаванское) у побережья Канады (о. Ньюфаундленд) в Атлантическом океане. Через 6 ч 20 мин после взлёта произошло сваливание при изменении эшелона с 8700 до 9000 м. Экипаж пытался вывести самолёт, но он оставался неуправляемым, а перегрузки не дали возможности экипажу его покинуть. Ведомый экипаж снизился до 300 м, но места катастрофы не обнаружил. Поисковая группа кораблей нашла отдельные части самолёта, останки членов экипажа и документы. Причина авиационного происшествия не установлена, экипаж — 12 человек — погиб. Наиболее вероятной причиной АП явилось сваливание, с последующим неуправляемым падением по траектории плоского штопора, из-за непреднамеренного попадания в вихревой след (спутную струю) пролетавших перед этим самолётов, следовавших по международным трассам на высотах 9000—11000 метров.

- 6 августа 1976 года. Ту-142, 76 ОПЛАП. В 16:27 кандидат на должность КК лейтенант Хазагеров В. М. с инструктором Морозовым В. П. днём, ПМУ, выполняли контрольный полёт по коробочке, оперативный аэродром Североморск-1. После касания ВПП при V пробега 280 км/ч, пробежав по полосе 740 м, самолёт развернуло вправо. Пробежав по грунту 450 м, самолёт свалился в старую бомбовую воронку, заполненную водой, разрушился и частично затонул. Погибли шесть членов экипажа, остальные получили ранения разной степени тяжести.

- 15 апреля 1985 года. Авария Ту-95РЦ б/н 12. Отказ 3-го и 4-го двигателя с интервалом в 11 секунд произошёл после выполнения маршрутного полёта в районе аэродрома на высоте около 400 м. При заходе на посадку начался рост скорости, при пролёте торца ВПП она составляла 430 км/ч. Было принято решение об уходе на второй круг. Повторный заход проходил на меньших высотах и скоростях. При пролёте торца скорость составляла 370 км/ч. На выдерживании оба работающих двигателях были переведены на 0 гр. по УПРТ. После посадки на повышенной скорости самолёт не смог остановиться в пределах ВПП. При выкатывании передняя опора шасси была сломана при ударе об ледяной бруствер, носовая часть фюзеляжа сильно повреждена при ударе об грунт. Экипаж жив.